# Christine Falk (Biologin)
Christine Susanne Falk (geboren am 5. November 1966 in München) ist eine deutsche Biologin und Hochschullehrerin. Sie ist Professorin am Institut für Transplantationsimmunologie an der Medizinischen Hochschule Hannover und Mitglied des Fachkollegiums der Deutschen Forschungsgemeinschaft für das Themenfeld der Immunologie. Falk war von 2021 bis 2022 Präsidentin der Deutschen Gesellschaft für Immunologie.

## Werdegang
Christine Falk promovierte am Institut für Immunologie an der Münchener Ludwig-Maximilians-Universität und erhielt ihre Venia legendi im Jahr 2004. Von 2006 bis 2010 war sie am Deutschen Krebsforschungszentrum (DKFZ) in Heidelberg als Leiterin der Forschungsgruppe Immunmonitoring tätig. Der Fokus ihrer Forschungen lag hierbei insbesondere auf der Verbesserung der Krebsimmuntherapie durch ein erhöhtes Verständnis der Mechanismen der Therapieresistenz.
Im Jahr 2014 wurde Falk Mitglied des Beirats der Stiftung Deutsche Krebshilfe. Zudem gehört sie zur Jury des Erwin-Schrödinger-Preises, der vom Stifterverband für die Deutsche Wissenschaft und der Helmholtz-Gemeinschaft vergeben wird, und ist Mitglied des Deutschen Zentrums für Infektionsforschung. Seit 2019 ist Falk Mitglied des Hochschulrates der Leibniz Universität Hannover. Von 2021 bis 2022 war Falk Präsidentin der Deutschen Gesellschaft für Immunologie. Im Februar 2023 wurde Christine Falk in den Wissenschaftsrat berufen. Im Herbst 2023 wurde Falk in das Fachkollegium für den Themenbereich der Immunologie der Deutschen Forschungsgemeinschaft (DFG) aufgenommen. Die Fachkollegien der DFG werden durch Wahl besetzt und entscheiden über die Förderung von Forschungsvorhaben.

### Forschung
Seit 2010 leitet sie das Institut für Transplantationsimmunologie an der Medizinischen Hochschule Hannover. Hier erforscht Falk mit ihrem Team die angeborenen und adaptiven Antworten des Immunsystems auf die Transplantation von Organen und Stammzellen. Ein Fokus liegt dabei auf der Erforschung der Mechanismen, die zwischen Entnahme und Einsetzen des Organs (ex-vivo-Phase) zum sogenannten Reperfusionsschaden führen. Im Rahmen ihrer Forschung für das Deutsche Zentrum für Infektionsforschung arbeitet Falk zum Themenbereich der "Infektionen im immungeschwächten Wirt". Ihre Schwerpunkte hierbei umfassen die Immunregulation des humanen Cytomegalievirus sowie die Mechanismen der Infektabwehr.

## Positionen
Als Präsidentin der Deutschen Gesellschaft für Immunologie wurde Falk während der COVID-19-Pandemie in Deutschland häufig auftretende Gesprächspartnerin für die Medien.

### Folgen der Impfung
Sie nahm Stellung zu auftretenden Autoimmunreaktionen, die bei einigen Geimpften beobachtet wurden. Nach Verimpfung des AZD1222-Vakzins der Firma AstraZeneca kam es zu Nebenwirkungen, die zum Tode der Geimpften führten. Neben anderen, weniger schwerwiegenden Thrombosen traten hierbei auch Sinusthrombosen auf, die auf die Aktivierung der Thrombozyten durch Antikörper zurückzuführen waren, die infolge der Impfung entstanden. Dass von diesen sogenannten Vakzin-induzierten Thrombotischen Thrombosen (VITT) im Wesentlichen Frauen betroffen waren, setzte Falk in einen Zusammenhang mit den Reaktionen des weiblichen Körpers auf Schwangerschaft. Da das Immunsystem der Frauen hierbei in der Lage ist, körperfremdes Gewebe für eine gewisse Zeit zu tolerieren, bis sich die körpereigenen Abwehrreaktionen wieder einstellen, sei der weibliche Körper auch anfälliger für Autoimmunerkrankungen, so Falk. Da es sich bei VITT um eine Autoimmunreaktion handelt, sei es also womöglich auf Hormone zurückzuführen, dass Frauen im Zusammenhang mit Corona-Impfungen häufiger von Thrombosen betroffen seien als Männer.

### Nasenspray und Herbstwelle
Angesichts der in der ersten Hälfte des Jahres 2022 zunehmend thematisierten Impfstoffgabe per Nasenspray, sah Falk hierin eine Möglichkeit für eine frühzeitige Reaktion des Körpers auf ein Eindringen von Viren. Im Sommer 2022 warnte Falk, dass auch Geimpfte nicht in jedem Fall vor einer Infektion des Nasen-Rachenraums geschützt seien, da die Omikron-Variante besonders an diesen Bereich angepasst sei. Angesichts der Vorbereitungen auf die erwartete Zunahme der Corona-Infektionen zum Herbst des Jahres 2022 bewertete Falk den weiteren Verzicht auf eine Impfung als so risikoreich wie ein „Elfmeter ohne Torwart“.